# Arcadia (programa de TV)
Arcadia fue un programa semanal acerca de videojuegos y temas relacionados. Fue producido por 18-50 televisión Guatemala. El programa fue conducido por Tomás Gálvez.

## Acerca del programa
El primer episodio de Arcadia fue televisado en agosto de 2008. Hasta junio del 2010, el show ha tenido un total de 67 guiones distintos. 
La idea original vino de Diego Burgos, quien contactó a 18-50 Televisión para sugerirles que agregaran un show basado en videojuegos a su programación regular. Como resultado, 18-50 Televisión ofreció a Burgos la oportunidad de producir el show. Burgos contactó a Tomás Gálvez (entre otros amigos) para conducir Arcadia. Eventualmente, Gálvez llegó a ser el conductor del programa y, junto con Burgos, idearon el nombre, tema y segmentos del show. El nombre "Arcadia" fue elegido de entre otras opciones, entre las que se incluyeron "El Control" y "Start/Select".
Desde el primer episodio, Arcadia había sido producido por:
- Diego Burgos
- Dabner Ortíz
- Alfonso Sierra
- César Castro
- Dany Correa
- Javier Soto
- Antonioh Ramírez

El show podía ser visto a través de internet en tiempo real o en el sitio oficial del programa.

## Segmentos
El show trataba los temas acerca de y relacionados con los videojuegos, cubriendo desde lanzamientos, noticias y reseñas hasta impacto social de los videojuegos, medios y mitos. Estos temas son divididos en segmentos, tales como:
- Reseña: una descripción sobre las características de un videojuego, enfocada principalmente en gameplay, calificación y opinión.
- Tema: discusión sobre un tema pertinente a ciencia, sociedad, tendencias y demás, que esté, de alguna manera, relacionado con el universo de los videojuegos.
- FM Juegos: presentación y discusión sobre la música de los videojuegos. Este segmento trata principalmente compositores y músicos (e.g., Tommy Tallarico, Koji Kondo); OST's de los videojuegos; y mixes especiales y arreglos basados en música de videojuegos (tal como Ultranomicon,[3] OC Remix y la versión del tema de Zelda de Joe Pleiman.
- Retro: un segmento especial dedicado a la presentación, revisión y descripción de videojuegos antiguos(e.g., Colossal Cave Adventure)  y consolas antiguas (e.g., Satellaview, Sega Genesis y los portátiles Game and Watch).